# 奧莫爾塔格市鎮
43°5′N 26°27′E / 43.083°N 26.450°E

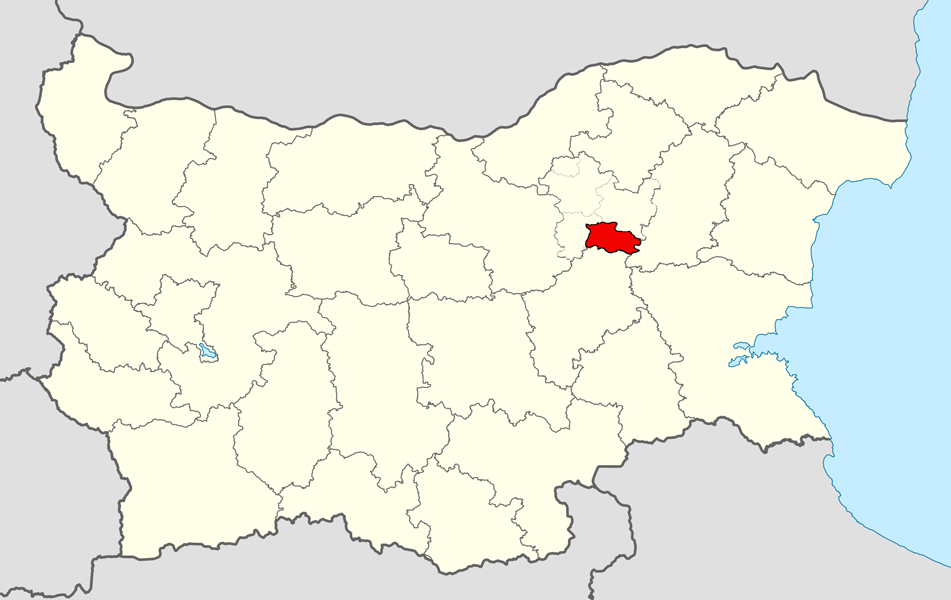

奧莫爾塔格市，是保加利亞的城鎮，位於該國東北部，由特爾戈維什特州負責管轄，首府設於奧穆爾塔格，面積401.7平方公里，2011年人口21,356，人口密度每平方公里53.16人。